# Takaaki Suzuki
Takaaki Suzuki (鈴木 孝明 Suzuki Takaaki?, nacido el 7 de octubre de 1981 en Shizuoka) es un exfutbolista japonés. Jugaba de delantero y su último club fue el Mito HollyHock de Japón.

## Trayectoria

### Clubes
| Club           | País  | Año         |
| -------------- | ----- | ----------- |
| Sagan Tosu     | Japón | 2005 - 2006 |
| Mito HollyHock | Japón | 2007        |